# F42断層
F42断層（F42だんそう）は能登半島の東方沖に分布する断層である。
2024年1月1日に発生した令和6年能登半島地震をF43断層とともに引き起こしたと考えられている断層である。この断層は逆断層型で、45度の傾斜が確認されている。
なお、この記事で使われている名称「F42断層」は、さまざまな別名が存在するが、ここでは国土交通省が2014年にまとめた報告書で使われている「F42」と表記する。

## 概要
この断層は2014年、東日本大震災を受けて海底地震の想定を見直し、国土交通省の報告書としてまとめられた活断層の1つである。報告書では、F42に伴ってF43がずれ動いた場合に最大でM7.6の地震が発生すると考えられていた。これは阪神・淡路大震災の約2.8倍、平成28年熊本地震の本震の約8倍のエネルギーに相当する。

## 能登半島地震による影響
2024年にF43断層によって引き起こされた能登半島地震では、F43に連動してF42の一部が動いたものの、断層の傾きの違いなどによって割れ残りの状態になっている可能性がある。割れ残りによる地震でM7クラスの地震が起きると、佐渡島や新潟県で高い津波が数分で到達するため、警戒が必要である。同年1月9日には能登半島地震の余震と見られる地震（Mj6.1、Mw6.0）が発生した。